# Massimo Pupillo
Massimo Pupillo, né le 7 janvier 1929 à Rodi Garganico (Pouilles) et mort le 12 décembre 1999 à Rome (Latium), est un réalisateur, documentariste, scénariste et producteur de cinéma italien. Résistant en France pendant la Seconde Guerre mondiale, puis dans l'après-guerre assistant-réalisateur de Marcel Pagnol puis documentariste prolifique, il a tourné des films d’horreur, un western spaghetti et plusieurs mondo sous les pseudonymes de Max Hunter ou Ralph Zucker.

## Biographie
Les données biographiques de Pupillo divergent fortement les unes des autres. Ainsi, on indique comme date de naissance le 7 janvier 1929 à Rodi Garganico ou San Severo, ainsi que janvier 1922 à Rodi Garganico. Pendant la Seconde Guerre mondiale, il est officier d'artillerie dans l'armée italo-allemande avant de la quitter en septembre 1943 pour contacter le maquis français,. Selon le documentaliste et historien du cinéma Lucas Balbo, il est incorporé sous le pseudonyme de Pierre Marigny à la police du maquis à Saint-Jeoire (Haute-Savoie) où il est blessé par balles. Il entre ensuite au réseau Gallia à Lyon, une centrale d'agents immatriculés au Bureau central de renseignements et d'action, sous les ordres du capitaine Jacquart Jean. À la Libération, il dirige un commando italien contre l’Allemagne. Il parle français couramment,.
Après un bref retour en Italie, il revient en France où il devient l'assistant-réalisateur de Marcel Pagnol grâce à l'intermédiaire de sa connaissance Fernandel. Après avoir épousé Paulette Farjon en 1958, avec laquelle il aura un fils, Massimo Pupillo (it), en 1969, il rentre en Italie pour se consacrer à la réalisation. Il affirme avoir réalisé plus de 250 courts métrages avant la sortie de son film Gli amici dell'isola (it) (1961), un moyen métrage qui se déroule en Sardaigne avec des acteurs non professionnels. Son premier long métrage sera L'Amour primitif, qu'il scénarise et coréalise avec Luigi Scattini en 1964.
Il fait ses débuts dans l'épouvante en 1965 en réalisant trois longs métrages : le premier est Le Cimetière des morts-vivants, du sous-genre gothique en vogue à l'époque, avec Barbara Steele, une actrice britannique spécialisée dans le genre ; il est suivi par Vierges pour le bourreau, qu'il signe sous le pseudonyme de Max Hunter, avec des effets spéciaux de Carlo Rambaldi et La Vengeance de Lady Morgan, avec Erika Blanc et Paul Muller. À la même époque, il travaille également sur divers dessins animés. Il réalise ensuite un western écrit par Renato Polselli, Django le Taciturne (1967), et deux films mondo : Suède, enfer et paradis (1967) et Le Sexe, cet inconnu (it) (1969).
Le pseudonyme « Ralph Zucker » qui lui est souvent attribué est le nom réel d'un producteur, dont l'année de naissance est 1940 et la date de décès le 28 mai 1982 à Los Angeles,.
Dans les années 1980, il passe à la réalisation de programmes éducatifs pour Rai 3, et réalise également Sa Jana, l'audace impresa, un film documentaire, remake de son moyen métrage de 1961, Gli amici dell'isola (it), qui se déroule dans la lagune de Cabras en Sardaigne et met en scène des pêcheurs locaux sans acteurs professionnels, mais qui n'est jamais sorti,,.
Le réalisateur est décédé le 12 décembre 1999 à Rome.

## Filmographie

### Réalisateur
- 1958 : Memoria d'Italia — court-métrage documentaire
- 1958 : Japigia — court-métrage documentaire
- 1959 : Civiltà sul Mediterraneo — court-métrage documentaire
- 1961 : Teddy, l'orsacchiotto vagabondo (it) — court-métrage documentaire
- 1961 : Gli amici dell'isola (it) — moyen-métrage documentaire
- 1964 : L'Amour primitif (L'amore primitivo) — coréalisé avec Luigi Scattini
- 1965 : Le Cimetière des morts-vivants (5 tombe per un medium)
- 1965 : Vierges pour le bourreau (Il boia scarlatto)
- 1965 : La Vengeance de Lady Morgan (La vendetta di Lady Morgan)
- 1967 : Django le Taciturne (Bill il taciturno)
- 1968 : Suède, enfer et paradis (Svezia, inferno e paradiso) — coréalisé avec Luigi Scattini
- 1969 : Le Sexe, cet inconnu (it) (L'amore, questo sconosciuto)
- 1970 : Giovane Italia, Giovane Europa - Maeternick — téléfilm
- 1981 : Sajana, l'audace impresa — documentaire

### Producteur
- 1968 : Eva, la vierge sauvage (Eva la Venere selvaggia) de Roberto Mauri
- 1973 : Les Vierges de la pleine lune (Il plenilunio delle vergini) de Luigi Batzella et Joe D'Amato

### Scénariste
- 1964 : L'Amour primitif (L'amore primitivo)
- 1969 : Le Sexe, cet inconnu (it) (L'amore, questo sconosciuto)